# تسوكيميتشي: مونليت فانتسي
تسوكيميتشي: مونليت فانتسي (باليابانية: 月が導く異世界道中، بالروماجي: Tsuki ga Michibiku Isekai Dōchū) هي سلسلة رواية خفيفة من تأليف كي آزومي ورسم ميتسواكي ماتسوموتو. نشرت على الأنترنت من قبل شوسيتسوكا ني نارو، في عام 2012، ثم أنتقلت إلى موقع ألفابوليس في عام 2016. اقتبست إلى سلسلة مانغا من تأليف كي آزومي ورسم كوتورا كينو، نشرت على موقع ألفابوليس منذ عام 2015. أنتجت إلى مسلسل أنمي تلفزيوني من قبل استوديو سي 2 سي، عرض في في 7 يوليو عام 2021.

## القصة
تدور أحداث القصة عن طالب في المدرسة الثانوية يدعى ماكوتو ميسومي، الذي تم استدعائه إلى عالم آخر كبطل من قبل الآلهة في ذلك العالم، لكنها قامت بطرده لأنه لا يرقى إلى معايير جمالها.

## الشخصيات
ماكوتو ميسومي (باليابانية: 深澄真، بالروماجي: Misumi Makoto)
أداء صوتي: ناتسوكي هاناي
توموي (باليابانية: 巴، بالروماجي: Tomoe)
أداء صوتي: أياني ساكورا
ميو (باليابانية: 澪، بالروماجي: Mio)
أداء صوتي: أكاري كيتو
إيما (باليابانية: エマ، بالروماجي: Emma)
أداء صوتي: ساوري هايامي
بيرين (باليابانية: ベレン، بالروماجي: Beren)
أداء صوتي: شينباتشي تسوجي
تاو (باليابانية: トア، بالروماجي: Toa)
أداء صوتي: يوريكا كوبو
رينون (باليابانية: リノン، بالروماجي: Rinon)
أداء صوتي: أيكو نيموميا
ذا غوديز (باليابانية: 女神، بالروماجي: Megami)
أداء صوتي: رينا أويدا
تسوكويومي نو ميكوتو (باليابانية: 月読命، بالروماجي: TsukuyominoMikoto)
أداء صوتي: تومواكي ماينو
هازال (باليابانية: ハザル، بالروماجي: Hazaru)
أداء صوتي: يوكي شين
لويزا (باليابانية: ルイザ، بالروماجي: Ruiza)
أداء صوتي: يونا كاماكورا
رانينا (باليابانية: ラニーナ، بالروماجي: Ranina)
أداء صوتي: سايكا كيتاموري
باتريك رامبرانت (باليابانية: パトリック・レンブラント، بالروماجي: Patorikku Renburanto)
أداء صوتي: كازوهيكو إينوي
موريس (باليابانية: モリス، بالروماجي: Morisu)
أداء صوتي: ماساهارو ساتو
لايم لاتي (باليابانية: ライム・ラテ، بالروماجي: Raimu Rate)
أداء صوتي: تاكو ياشيرو
أكوا (باليابانية: アクア، بالروماجي: Akua)
أداء صوتي: لين
إيريس (باليابانية: エリス، بالروماجي: Erisu)
أداء صوتي: مينامي تاناكا
'صوفيا بولغا (باليابانية: ソフィア・ブルガ، بالروماجي: Sofia Buruga)
أداء صوتي: ميوكي ساواشيرو
لانسر / ميتسوروغي (باليابانية: ランサー، بالروماجي: Ransā)
أداء صوتي: سوما سايتو
هيبيكي أوتوناشي (باليابانية: 音無響، بالروماجي: Otonashi Hibiki)
أداء صوتي: أي كاكوما
نافار بولار (باليابانية: ナバール・ポーラー، بالروماجي: Nabāru Pōrā)
أداء صوتي: آمي كوشيميزو
وودي بايلا (باليابانية: ウーディ・バイラ، بالروماجي: Ūdi Baira)
أداء صوتي: يوجي موراي
بيلدا نورست (باليابانية: ベルダ・ノースト・リミア، بالروماجي: Beruda Nōsuto Rimia)
أداء صوتي: تشيهارو ساواشيرو
تشيا هازوكي (باليابانية: チヤ・ハヅキ، بالروماجي: Chiya Hazuki)
أداء صوتي: ناو تامورا
توموكي إيواهاشي (باليابانية: 岩橋智樹، بالروماجي: Iwahashi Tomoki)
أداء صوتي: ريوهي أراي كواميكس
ليلي فرونت غريتونيا (باليابانية: リリ・フロント・グリトニア، بالروماجي: Riri Furonto Gritonia)
أداء صوتي: ماي ناكاهارا
جينيفير شليشا (باليابانية: ギネビア・スレーシャ، بالروماجي: Ginebia Surēsha)
أداء صوتي: سايومي واتابي
مورا (باليابانية: モーラ، بالروماجي: Mōra)
أداء صوتي: آمي تسوكيشيرو
يوكيناتسو كازوسا (باليابانية: ユキナツ・カズサ، بالروماجي: Yukinatsu Kazusa)
أداء صوتي: ناتسوي ساساموتو
جين روهان (باليابانية: ジン・ロアン، بالروماجي: Jin Roan)
أداء صوتي: يوكي شين
أبيليا هوبليز (باليابانية: アベリア・ホープレイズ، بالروماجي: Aberia Hōpureizu)
أداء صوتي: يوري كوزوكاي
ميزرا كازبر (باليابانية: ミスラ・カズパー، بالروماجي: Mizura Kazupā)
أداء صوتي: شينسوكي سوغاوارا
إيزومي إيكوسابي (باليابانية: イズモ・イクサベ، بالروماجي: Izumo Ikusabe)
أداء صوتي: تاتسومارو تاتشيبانا
دينا سيفيروس (باليابانية: ダエナ・セブルス، بالروماجي: Daena Seburusu)
أداء صوتي: توموهيرو ياماغوتشي
سيف رامبرانت (باليابانية: シフ・レンブラント، بالروماجي: Shifu Renburanto)
أداء صوتي: يوميري هاناموري
يونو رامبرانت (باليابانية: ユーノ・レンブラント، بالروماجي: Yūno Renburanto)
أداء صوتي: نيني هيدا
إيلومغاند هوبليز (باليابانية: イルムガンド・ホープレイズ، بالروماجي: Irumugando Hōpureizu)
أداء صوتي: كينت إيتو
إيفا (باليابانية: エヴァ، بالروماجي: evu~a)
أداء صوتي: شيوري إيزاوا
لوريا (باليابانية: ルリア، بالروماجي: Ruria)
أداء صوتي: يوكي هيروسي

## وصلات خارجية
- موقع المانغا والرواية الخفيفة الرسمي (باليابانية)
- موقع الرواية الخفيفة الرسمي (باليابانية)
- موقع المانغا الرسمي (باليابانية)
- موقع الأنمي الرسمي (باليابانية)

- تسوكيميتشي: مونليت فانتسي على موقع ANN manga (الإنجليزية)